# Adaptive forward lighting

Confronto tra la luce proiettata da un faro senza AFL (A) e con AFL (B).

L'Adaptive Forward Lighting (o Adaptive Front Lighting System, abbreviato in AFL o AFS) è una tecnologia installata su alcune autovetture che permette di modificare la direzione di puntamento dei fari a seconda della geometria del tracciato stradale; alcune versioni del sistema AFL permettono di regolare anche l'intensità dei fari a seconda della velocità della vettura e delle condizioni stradali.

## Principio di funzionamento
Dal punto di vista controllistico, il sistema AFL utilizza un "controllo adattativo" (da cui il nome "Adaptive Forward Lightning"). In particolare i parametri controllati (angolo di rotazione dei fari e intensità luminosa) vengono modificati attraverso un attuatore in risposta ad una variazione dei parametri misurati dal sistema AFL (tra cui velocità del mezzo e angolo di sterzata).
Ad esempio in presenza di una curva stretta il sistema AFL direziona i fari verso il centro della curva (ruotandoli anche a più di 15°), permettendo una visione più nitida dei limiti della carreggiata.

## Proprietà del marchio e versioni
Pur essendo un sistema disponibile su vetture di case automobilistiche diverse, la dicitura AFL è un marchio depositato di proprietà della General Motors. A partire dal 2003, anno di debutto sulla Opel Signum, fino ad oggi sono state realizzate quattro versioni del sistema AFL, denominate AFL, AFLII, AFLIII e AFLIV. Le differenze tra queste versioni sono da ricercarsi nelle funzioni di rotazione, inclinazione, aumento dell'intensità dei fasci luminosi, accensione e spegnimento di fari aggiuntivi in prossimità di incroci o di altre vetture ecc. Spesso il sistema AFL è abbinato a lampade allo xeno che permettono una migliore visione.
L'ultima versione, l'AFLIV, è stata introdotta con l'Opel Astra J e l'Opel Zafira Tourer.
Attualmente tale tecnologia è disponibile su quasi tutti i modelli Opel.